# Martina Rákayová
Martina Rákayová (* 4. září 1976 Košice) je slovenská reprezentantka v orientačním běhu. Jejím největším úspěchem je 10. místo z dlouhé trati na Mistrovství světa v roce 2003 ve švýcarské Joně a 10. místo na juniorském mistrovství v roce 1996. V současnosti[kdy?] běhá za slovenský Košický klub.[zdroj⁠?!]